# رود اوفتیوگا (دوینای شمالی)
رود اوفتیوگا (انگلیسی: Uftyuga) یک رودخانه در استان آرخانگلسک کشور روسیه است.